# Kopanec (Słowacki Raj)
Kopanec (1132 m) – szczyt we wschodniej części Słowackiego Raju. Jego południowo-wschodnie stoki opadają do przełęczy Kopanec (987 m), oddzielającej go od płaskowyżu Glac, w południowo-zachodnim kierunku od szczytu Kopaneca do doliny Hnilca ciągnie się grzbiet z kilkoma wierzchołkami, wśród których najwyższym jest Javorina (1186 m). Północnymi, wschodnimi i południowymi stokami (przez przełęcz Kopanec) prowadzi kręta droga samochodowa łącząca miejscowości Hrabušice i Stratená. 
Kopanec jest całkowicie porośnięty lasem, na zdjęciach satelitarnych słowackiej mapy widoczne są jednak w jego szczytowych partiach i na wschodnich stokach duże wiatrołomy. Nie prowadzi przez niego żaden szlak turystyczny.